# Huân chương Vương miện Thái
Huân chương cao quý nhất của Vương miện Thái Lan (tiếng Anh: Order of the Crown of Thailand; tiếng Thái: เครื่องราชอิสริยาภรณ์อันมีเกียรติยศยิ่งมงกุฎไทย) là một tước hiệu của Thái Lan, được thành lập vào năm 1869 bởi Rama V dành cho người Thái, gia đình hoàng gia, nhân viên chính phủ và chức sắc nước ngoài vì những đóng góp xuất sắc của họ cho Vương quốc Thái Lan. Thứ tự ban đầu có bảy lớp. Hạng đặc biệt được bổ sung bởi Rama VI vào năm 1918. Trước đây được gọi là Huân chương cao quý nhất của Vương miện Xiêm.

## Các cấp huân chương
- Chữ thập đặc biệt (มหาวชิรมงกุฎ)
- thập giá lớn (ประถมาภรณ์มงกุฎไทย)
- Tổng tư lệnh (ทวีติยาภรณ์มงกุฎไทย)
- Chỉ huy (ตริตาภรณ์มงกุฎไทย)
- Đồng hành (จัตุรถาภรณ์มงกุฎไทย)
- Hội viên (เบญจมาภรณ์มงกุฎไทย)
- Huy chương vàng (เหรียญทองมงกุฎไทย)
- Huy chương bạc (เหรียญเงินมงกุฎไทย)

## Người nhận được chọn

### Thập giá lớn
- Đại tướng Michael E. Ryan, USAF
- Phó Đô đốc Ian MacDougall, AC, AFSM, RAN
- Đại tướng Md Hashim Bin Hussein, RMA
- Thượng tướng Min Aung Hlaing, Commander in Chief, Myanmar Armed Forces
- Đại sứ Kiyoshi Sumiya
- Francis B. Sayre[1]
- Lieutenant Colonel (ret.) Tammy Duckworth, USA[2]